# Flibustier
Pour les articles homonymes, voir Le Flibustier, Les Flibustiers et  Flibuste.
 (janvier 2019).
Si vous disposez d'ouvrages ou d'articles de référence ou si vous connaissez des sites web de qualité traitant du thème abordé ici, merci de compléter l'article en donnant les références utiles à sa vérifiabilité et en les liant à la section « Notes et références ».

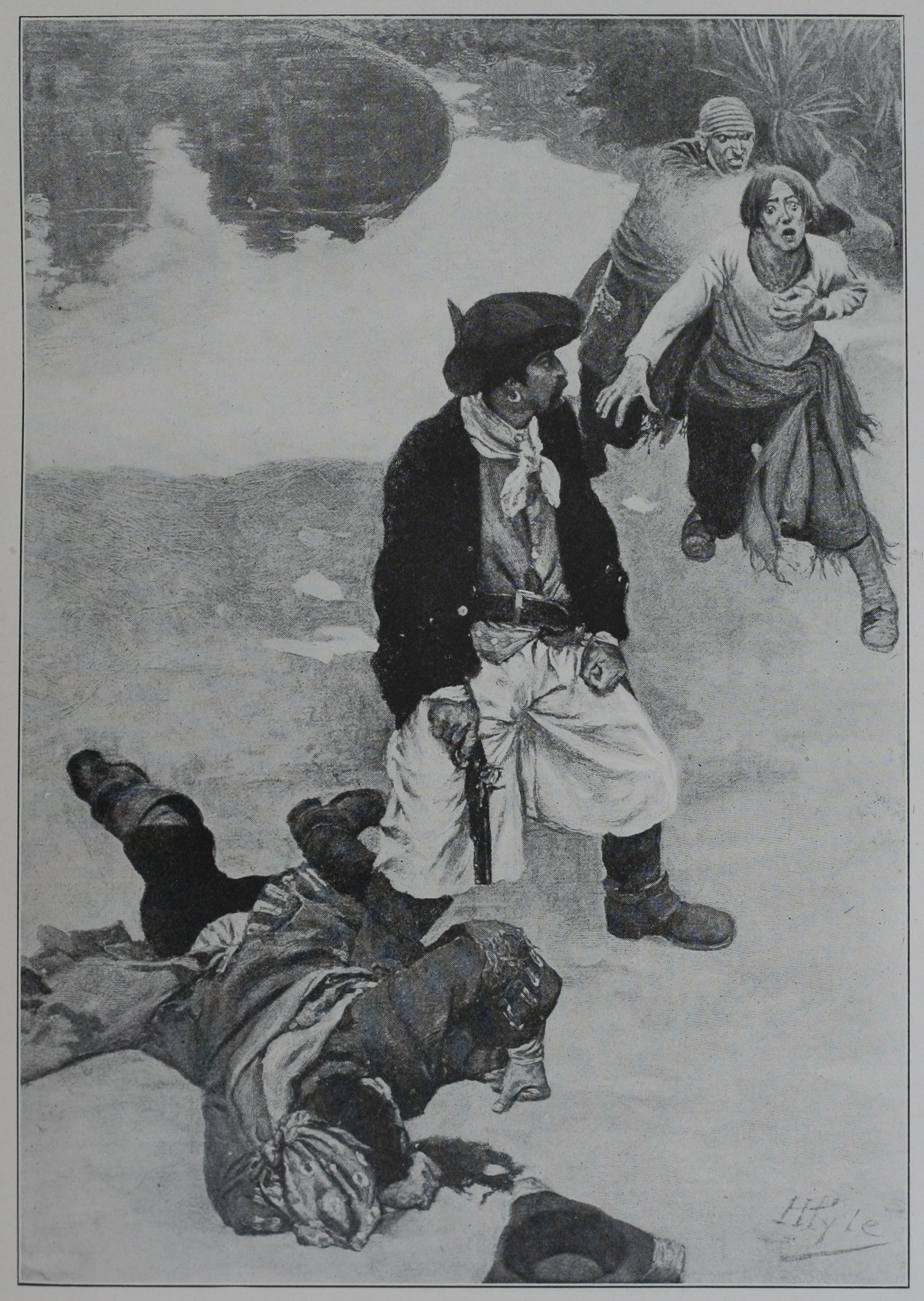
Illustration de l'ouvrage : The Ghost of Captain Brand (1896).

Les flibustiers étaient des marins au statut ambigu, à mi-chemin entre les corsaires et les pirates. Ils se livraient à des expéditions à but lucratif, munis ou non de « lettres de marque ». Leur activité était généralement tolérée par les pouvoirs.
Ils sont surtout présents dans le bassin caribéen aux XVIe et XVIIe siècles, qui devient alors un haut-lieu de la flibuste. Plus précisément, la flibuste caribéenne connaît son âge d'or au XVIIe siècle avec en particulier la constitution de véritables enclaves flibustières dans l'archipel. Avec la fin de la piraterie dans les Caraïbes, le terme tomba en désuétude au XVIIIe siècle pour ressusciter au milieu du XIXe siècle et désigner des citoyens souvent américains fomentant des insurrections en Amérique latine.

## Étymologie
Selon le centre de ressources lexicales du CNRTL, ce terme est attesté dans le vocabulaire français au milieu du XVIIe siècle sous la forme friboutier. Il désigne alors un « corsaire des îles d'Amérique ». À partir du XVIIIe siècle, son sens évolue pour prendre celui d'« homme malhonnête, escroc ».
Le mot flibustier est issu de l'anglais freebooter (« corsaire »), lui même emprunté au néerlandais vrijbuiter (littéralement « qui fait du butin librement »). Le passage de fr- à fl- (cf. flibuste) peut s'expliquer par l'influence de flibot (« Bateau de Vlie »). La forme flibustier avec un -s- est une hypercorrection, d'abord purement graphique, qui a fini par entrer dans la prononciation au début du XVIIIe siècle comme dans d'autres mots en -st-.

## Origines
Les flibustiers se composent d'aventuriers français, néerlandais, belges et anglais exilés aux Antilles à partir du début du XVIIe siècle pour fuir les guerres civiles ou la persécution religieuse en Europe et la pression économique des autorités royales.
La plupart s'installent sur l'Île de la Tortue, au large d'Hispaniola (Haïti). Disputée par les Anglais, les Hollandais, les Espagnols et les Français, cette île servait d'escale et de port de ravitaillement aux contrebandiers et aux corsaires des Caraïbes. Au début du XVIIe siècle, elle était sous l'autorité du Français Pierre Belain d'Esnambuc, qui avait fondé la Compagnie de Saint-Christophe, devenue la Compagnie des îles d'Amérique en 1635. Chassé par les Espagnols de l'Île Saint-Christophe, Belain d'Esnambuc s'empara avec ses compagnons français et anglais de l'île de la Tortue et en expulsa les Espagnols en 1627. Il fut rejoint plus tard par des Hollandais chassés de l'île Sainte-Croix et par une centaine d'Anglais chassés de Niévès. Rapidement, les aventuriers qui vivaient sur l'île de la Tortue décidèrent de mener des actions en mer. Ils devinrent les premiers flibustiers.
En 1630, les Espagnols reprirent l'île avant de la céder aux Anglais, qui la renommèrent Isle of Association. Le gouverneur en place laissait les corsaires de toutes nationalités s'y ravitailler. En 1640, le gentilhomme français huguenot, François Levasseur, ex-capitaine de la marine royale, reprit l'île de la Tortue aux Anglais après s'être fait remettre par le gouverneur de Saint-Christophe une « commission », c'est-à-dire une lettre de marque engageant l’autorité royale, bien que la France fût en paix avec l’Angleterre. Nommé gouverneur de l'île, Levasseur accordait des autorisations aux aventuriers pour piller les navires Espagnols.
L'aspect officiel des opérations menées par les flibustiers est à l'origine de leur statut ambigu, à mi-chemin entre le corsaire et le pirate. Si certains d'entre eux pouvaient  faire valoir qu'ils avaient reçu une commission des autorités royales, cette autorisation n'était pas toujours valide : celui qui l'attribuait n'en avait pas toujours le pouvoir, et le gouvernement du royaume n'était pas toujours informé de la mission exécutée en son nom.
Pendant un siècle, à bord de leurs bateaux, les flibustiers s'en prendront aux navires espagnols, prétendant agir au nom des intérêts de leurs pays respectifs. Mais alors que la population de l'île de la Tortue se renforçait avec l'arrivée de boucaniers de Saint-Domingue et de colons européens, notamment des protestants, les événements politiques provoquèrent une évolution brutale dans leur histoire. La rivalité entre les puissances européennes au début du XVIIIe siècle, puis le règlement de la succession d'Espagne qui installa un monarque français sur le trône d'Espagne contribua au déclin de la flibuste. Ses représentants furent alors condamnés à s'engager dans une activité légale ou à devenir des pirates.
Expulsés par les Espagnols de la Tortue, une partie des flibustiers se réfugia à Saint-Domingue, à Cuba et sur les côtes d'Amérique centrale. À partir de 1659, ils sont nommément cités par le gouverneur de la Jamaïque. Affaiblis par le retour en Angleterre des navires de guerre, les autorités anglaises durent en effet faire appel aux flibustiers pour renforcer leur défense. Ceux-ci enrôlèrent alors un grand nombre de soldats anglais qui refusaient de s'installer sur l'île comme planteurs. Là encore, les commissions dont ils faisaient état provenaient de sources officielles, mais avaient été attribuées dans des conditions douteuses, en fonction du contexte politique.
L'un de ces flibustiers, Jérémie Deschamps seigneur du Rausset, ancien compagnon de Levasseur, avait obtenu à la fois des commissions françaises et anglaises. Ayant repris l'île de la Tortue au nom des autorités anglaises en 1660, il remit à des flibustiers des commissions en son propre nom, ce qui entraîna sa destitution par le gouverneur de la Jamaïque. Du Rausset décida alors de gouverner l'île en vertu de sa commission française, s'affranchissant ainsi de la tutelle anglaise.
En 1664, toutes les colonies françaises d'Amérique sont placées sous l'autorité de la Compagnie des Indes occidentales créée par Colbert. Le nouveau gouverneur nommé à la Tortue, Bertrand d'Ogeron, décide de régulariser les activités des flibustiers et parvient à leur imposer de venir lui présenter leurs butins. Il continue néanmoins à attribuer des commissions aux flibustiers qui combattent les Espagnols.
C'est à partir de cette date que des personnages comme le Français François l'Olonnais et le Gallois Henry Morgan marquent l'histoire de la flibuste. Protégés par les gouverneurs des colonies de leur pays (la Tortue pour l'un, la Jamaïque  pour l'autre), ils réunissent de véritables flottes pour attaquer les possessions espagnoles. Avec l'entrée en guerre de l'Angleterre contre les Provinces-Unies, des flibustiers britanniques s'en prennent aux intérêts hollandais.

## Avant 1648

### Les Provinces-Unies protestantes et les Gueux de Mer
Les Provinces-Unies constituent la partie nord et protestante des Pays-Bas espagnols d'alors, appelée à devenir les Pays-Bas au sens d'aujourd’hui ; elles arrachent leur indépendance à l'Espagne au cours de la guerre de Quatre-Vingts Ans (1568-1648), appelée aussi Révolte des Gueux (de 1618 à 1648, la Guerre de Quatre Vingt Ans se confond avec la Guerre de Trente Ans, guerre pan-européenne de même objectif : affaiblir la puissance excessive du Saint Empire et de l'Espagne, deux puissances aux mains des Habsbourg). Cette indépendance est reconnue internationalement en 1648 par les traités de Westphalie.
Ce terme de Gueux ne doit pas tromper. C'est une référence ironique à un de leurs adversaires, Charles de Berlaymont qui les avait traités de gueux. En  réalité, il y avait aussi des riches et des nobles parmi les protestants. Le plus important est Guillaume Ier d'Orange-Nassau, considéré comme le père fondateur des Provinces-Unies. Même s'il ne faut pas le confondre avec son descendant et homonyme Guillaume III qui deviendra roi d'Angleterre, ce n'est, à coup sûr, pas un mendiant.
La révolte des Gueux comporte un important volet maritime mené par les Gueux de la mer, écumeurs protestants.
S'agit-il vraiment de corsaires, ou plutôt de pirates, ou encore (ce mot sera inventé pour eux) de flibustiers ? Un corsaire agit sur lettre de marque délivrée par un État et se soumet à un contrôle sur ses prises, qui doivent avoir été enlevées sur un navire d'un pays ennemi en temps de guerre. Ce contrôle est exercé par un tribunal de prise. Pas d'État, pas de lettre de marque authentique, pas de tribunaux de prises. Or, les Provinces-Unies ne sont pas un État avant 1648, date de la consécration internationale de leur indépendance par les Traités de Westphalie. En même temps, il peut être trop sévère de traiter de pirates tous les écumeurs hollandais ou zélandais. En réalité, dans cette Europe d'avant les Traités de Westphalie, toutes les frontières sont en recomposition, et la notion d'État souverain se discute, les armées fournissant l'essentiel de l'argumentaire.
Avant 1648, les lettres de marque délivrées sur le territoire de ce qui sera les Provinces-Unies sont émises par des acteurs comme Guillaume d'Orange, chef de guerre, ou par les grandes sociétés par actions qui arment en course, comme la Compagnie néerlandaise des Indes occidentales. Cette compagnie est basée à Middelbourg en Zélande et non dans quelque île exotique ; il s'agit d'une des premières sociétés capitalistes par actions ; elle possède ses propres vaisseaux, son propre territoire (qu'elle se taille en Amérique grâce à l'action de ses capitaines), bien plus vaste que celui des Provinces-Unies (dont elle est supposée dépendre), ses propres objectifs, parmi lesquels la course et le commerce des esclaves ne sont nullement dissimulés.
C'est donc le même acteur qui arme en course et qui délivre la lettre de marque ; le contrôle de la limite entre course et piraterie devient pure simulation.
De telles lettres de marque ne protégeaient évidemment pas leur titulaire contre une accusation de piraterie en cas de capture par les Espagnols. Elles pouvaient cependant avoir un certain effet protecteur (sans automatisme) en cas de capture par un autre pays, car le démantèlement de l'empire colonial espagnol aux Amériques était recherché par toutes les puissances européennes, qui avaient tendance à s'allier contre l'Espagne dans cette zone géographique, ce qui entraînait une tendance à reconnaître de facto les Provinces-Unies comme acteur indépendant.
On assiste à la naissance du personnage du flibustier, mi-corsaire mi-pirate. S'il attaque des galions dans les eaux américaines, le cœur du système est en Europe. Les Provinces-Unies tiennent le premier rôle dans les débuts de la flibuste, avec l'objectif politique de détruire l'empire colonial espagnol ; les installations durables de colonies de peuplement européennes dans ces eaux sont difficiles et tardives, et les flibustiers qui attaquent les galions chargés d'or partent plus souvent de Zélande que de l'île de la Tortue.
Nous sommes devant une machine de guerre maritime totale dont les objectifs sont à la fois politiques (car le cadre est celui d'une guerre séparatiste et d'une guerre de religion, et l'ensemble est animé par ces hommes d'État que sont les stathouders Guillaume d'Orange) et économiques (car certains des acteurs les plus en pointe sont des grandes sociétés par action et des écumeurs cherchant le profit).
La liberté d'action des écumeurs néerlandais augmente encore quand la puissance maritime espagnole est détruite par les Néerlandais lors de la désastreuse Bataille des Downs, le 31 octobre 1639. Cette destruction incite Anglais et Néerlandais, bien que ces derniers avant 1648 soient encore juridiquement sujets du roi d'Espagne, à tenter de s'emparer des possessions coloniales ibériques en Amérique, ce qui passe par une recrudescence de la piraterie aux Antilles.
Avec les écumeurs néerlandais, nous sommes au cœur de l'immense système de course, piraterie ou flibuste, tel qu'il sévira aux XVIe et XVIIe siècles. Il s'agit d'un système mondial. Quelques anecdotes biographiques en montreront la dimension :
- Salomo de Veenboer (15.. - 1620) ; bien qu'il soit mort 28 ans avant l'indépendance des Provinces-Unies, il commence sous lettre de marque « hollandaise » mais finit pirate à Alger tout en conservant un certain "patriotisme", du moins c'est ce qu'il dit quand il cherche à rentrer en grâce auprès de son pays. Il fait hisser le pavillon "hollandais" quand le navire attaqué est espagnol, et évite de trop maltraiter ses prisonniers lorsque ceux-ci sont hollandais. Son compatriote Jan Janszoon, de Haarlem, commence aussi sous lettre de marque "hollandaise", mais opère ensuite à partir d'Alger et de Salé (Maroc) et se convertit à l'Islam, ce qui lui permet, au passage, de prendre une deuxième femme.

- Piet Hein (1577 - 1629) est, en 1623, vice-amiral au service de la Compagnie des Indes occidentales ne se contente pas d'attaquer des galions, mais prend aussi des villes, comme Bahia (Brésil), puis il passe sous lettre de marque de Guillaume d'Orange en 1629 et prend part au blocus de Dunkerque.

L'exemple de Piet Heyn nous[Qui ?] montre qu'il n'y a pas un monde d'écart entre les écumeurs des Antilles et ceux de la mer du Nord[Comment ?].

### Autres acteurs
Si les écumeurs hollandais constituent le cœur du système flibustier, d'autres acteurs viennent s'y greffer :
- des aventuriers individuels, souvent protestants et donc à l'aise avec les Gueux de Mer

- des États comme la France et l'Angleterre, qui ont leurs propres raisons de vouloir le démantèlement de l'empire colonial espagnol et délivrent donc des lettres de marque avec facilité.

## Après 1648
L'année 1648 est celle des traités de Westphalie, qui ont redessiné la carte de l'Europe. La notion d'État redevient claire, même si les frontières ont bougé.  En conséquence, d'autres notions devraient en théorie redevenir claires dans la foulée : les notions de contrôle étatique, de lettre de marque, de corsaire en tant que différent du pirate.
En fait, ce n'est pas si simple. Par exemple, dans la législation du Mexique, dans les premières années  de son indépendance au XIXe siècle, le terme de flibustier s'appliquait aux étrangers occupant illégalement une portion du territoire national et qui se sont naturellement opposés aux autorités en s'adonnant a toutes sortes de trafics. Les volontaires américains combattant pour la république du Texas étant classés dans cette catégorie.
Le terme sera repris aussi pour caractériser les invasions de la part d'aventuriers américains, tels que William Walker en Amérique centrale. De fait, ces évènements militaires seront connus comme Guerre Nationale Centroaméricaine, Guerre centroaméricaine contre les flibustiers ainsi que Guerre de 1856 contre les flibustiers.

## Histoire
L'âge d'or de la flibuste se situe avant les années 1680 quand la France et l'Angleterre décident de les disperser. Une partie se dirige vers les côtes d'Afrique, d'autres vers l'océan Pacifique où ils s'installent aux Galapagos et dans l'archipel Juan Fernández.
En 1697, l'amiral Jean-Baptiste Du Casse, gouverneur français de Saint-Domingue, réunit presque mille anciens flibustiers pour l'opération de Jean-Bernard de Pointis contre Carthagène dans l'actuelle Colombie. Un malentendu sur le partage du butin mène à la reprise de la ville par les flibustiers seuls. C'est leur dernière grande action. Ensuite, Louis XIV obtient la signature d'un traité de paix avec les espagnols qui met fin à la guerre de la Ligue d'Augsbourg. Les flibustiers sont désarmés ou chassés.
Quelques flibustiers célèbres : 
- Le Gallois Henry Morgan, qui prit Maracaibo, Gibraltar et Panama et fut nommé gouverneur de Jamaïque.
- Pierre Legrand, de Dieppe, qui avec une barque montée par 28 hommes enleva un vaisseau amiral espagnol.
- Le Français L'Olonnais, qui devint célèbre par sa cruauté envers les prisonniers espagnols et monta un raid contre la ville de Maracaïbo actuellement au Venezuela.
- Michel de Grandmont, aussi connu sous le nom de chevalier de Grammont, s'empara de Maracaibo en 1678, de Puerto Cabello en 1680, de Vera Cruz en 1683 et enfin de Campeche en 1685. Ces exploits lui valurent d'être nommé lieutenant de la partie sud de l'île de Saint-Domingue par le roi de France, un poste qu'il n'occupa jamais, ayant disparu en mer en avril 1685.
- Le Français Jean Lafitte, qui fonda le Royaume de Barataria, près de la Nouvelle Orléans, et aida le général Andrew Jackson et futur président des États-Unis de 1829 à 1837, à battre les Britanniques lors de la bataille décisive de la Nouvelle-Orléans en 1815.
- Enfin, le nom flibustier fut donné aux aventuriers français (comme Gaston de Raousset-Boulbon) mais surtout américains, qui tel William Walker, tentèrent pour leur profit personnel, de jouer un rôle politique au Mexique et en Amérique centrale au XIXe siècle, le plus souvent, au détriment des gouvernements en place[5].

## Ouvrages de fiction
- - La série Ian Flibus - L'écumeur des mers (Ian Flix en version anglaise) de Alain Ruiz 
  - Ian Flibus, L'île aux Treize os (2008)
  - Ian Flibus, Les joyaux de Pékin (2008)
  - Ian Flibus, La Ligue des pirates (2008)
  - Ian Flibus, La terre des Géants (2008)
  - Ian Flibus, L'escarboucle des sages (2009)
  - Ian Flibus, Les oubliés de la Cité d'Or (2009)
  - Ian Flibus, Les Larmes du maharadjah (2010)

La bande dessinée Tortuga (2 tomes - éditions Ankama) met en scène une uchronie de la Flibuste au XVIIe siècle.

## Sources et critiques
L'une des principales sources d'informations sur des flibustiers est le livre d’Alexandre-Olivier Exquemelin (ou Oexmelin)  dont la récente édition annotée par Patrick Villiers donne le texte original et des variantes. Certains épisodes et personnages sont généralement considérés aujourd’hui comme discutables sinon inventés de toutes pièces. C’est le cas en particulier des récits concernant Nau l’Olonnais et Michel le Basque, qui prirent Maracaibo, ou Monbars « l’Exterminateur » qui s’empara de Vera Cruz en 1683. Des autres textes de l’époque, on peut également citer celui de Raveneau de Lussan.